# Alastorynerus perezi
Alastorynerus perezi är en stekelart som först beskrevs av Augusto Napoleone Berlese.  Alastorynerus perezi ingår i släktet Alastorynerus och familjen Eumenidae. Inga underarter finns listade i Catalogue of Life.